# Championnat d'Irlande de football 1896-1897
Navigation
Édition précédente Édition suivante
Le septième championnat d'Irlande de football se déroule en 1896-1897. Le championnat regroupe de nouveau  6 clubs irlandais avec l’arrivée du Belfast Celtic et du North Staffordshire. Aucune relégation n’est organisée. 
Glentoran FC remporte pour la deuxième fois le championnat trois ans après son premier titre. 
Le championnat se termine avec deux équipes à égalité de points à la deuxième place, Linfield et Cliftonville. Un match d’appui est organisé pour désigner le deuxième du championnat. Cliftonville l’emporte 3-2 sur Linfield.

## Les 6 clubs participants
| Club                         | Ville                       | Stade          | Capacité | Fondation | Dernière montée |
| ---------------------------- | --------------------------- | -------------- | -------- | --------- | --------------- |
| Belfast Celtic Football Club | Belfast (Falls)             | Celtic Park    |          | 1891      | 1896            |
| Cliftonville Football Club   | Belfast (Cliftonville)      | Solitude       |          | 1879      | 1890            |
| Distillery Football Club     | Belfast (Lower Falls)       | Grosvenor Park |          | 1880      | 1890            |
| Glentoran Football Club      | Belfast (Ballymacarret)     |                |          | 1882      | 1890            |
| Linfield Football Club       | Belfast (Sandy Row)         |                |          | 1886      | 1890            |
| North Staffordshire Regiment | Belfast (Victoria Barracks) |                |          |           | 1896            |

## Classement
| Rang | Équipe              | Pts | J  | G | N | P | Bp | Bc | Diff |
| ---- | ------------------- | --- | -- | - | - | - | -- | -- | ---- |
| 1    | Glentoran FC        | 17  | 10 | 8 | 1 | 1 | 24 | 10 | +14  |
| 2    | Cliftonville FC     | 11  | 10 | 4 | 3 | 3 | 22 | 20 | +2   |
| 3    | Linfield FC         | 11  | 10 | 4 | 3 | 3 | 34 | 24 | +10  |
| 4    | Distillery FC       | 9   | 10 | 3 | 3 | 4 | 17 | 23 | -6   |
| 5    | North Staffordshire | 8   | 10 | 2 | 4 | 4 | 17 | 23 | -6   |
| 6    | Belfast Celtic      | 4   | 10 | 1 | 2 | 7 | 11 | 25 | -14  |

|  | Champion d'Irlande |
|  | Relégation         |

- Match d’appui : Cliftonville FC 3-2 Linfield FC

## Bilan de la saison
| Tableau d'Honneur                 |                 |
| Compétition                       | Vainqueur       |
| Championnat d'Irlande de football | Glentoran FC    |
| Coupe d'Irlande de football       | Cliftonville FC |

| Promotions et relégations |       |
| Relégués                  | Aucun |
| Promus                    | Aucun |